# Cratere Pursat
Pursat  è un cratere sulla superficie di Marte.